# Deniz Demir

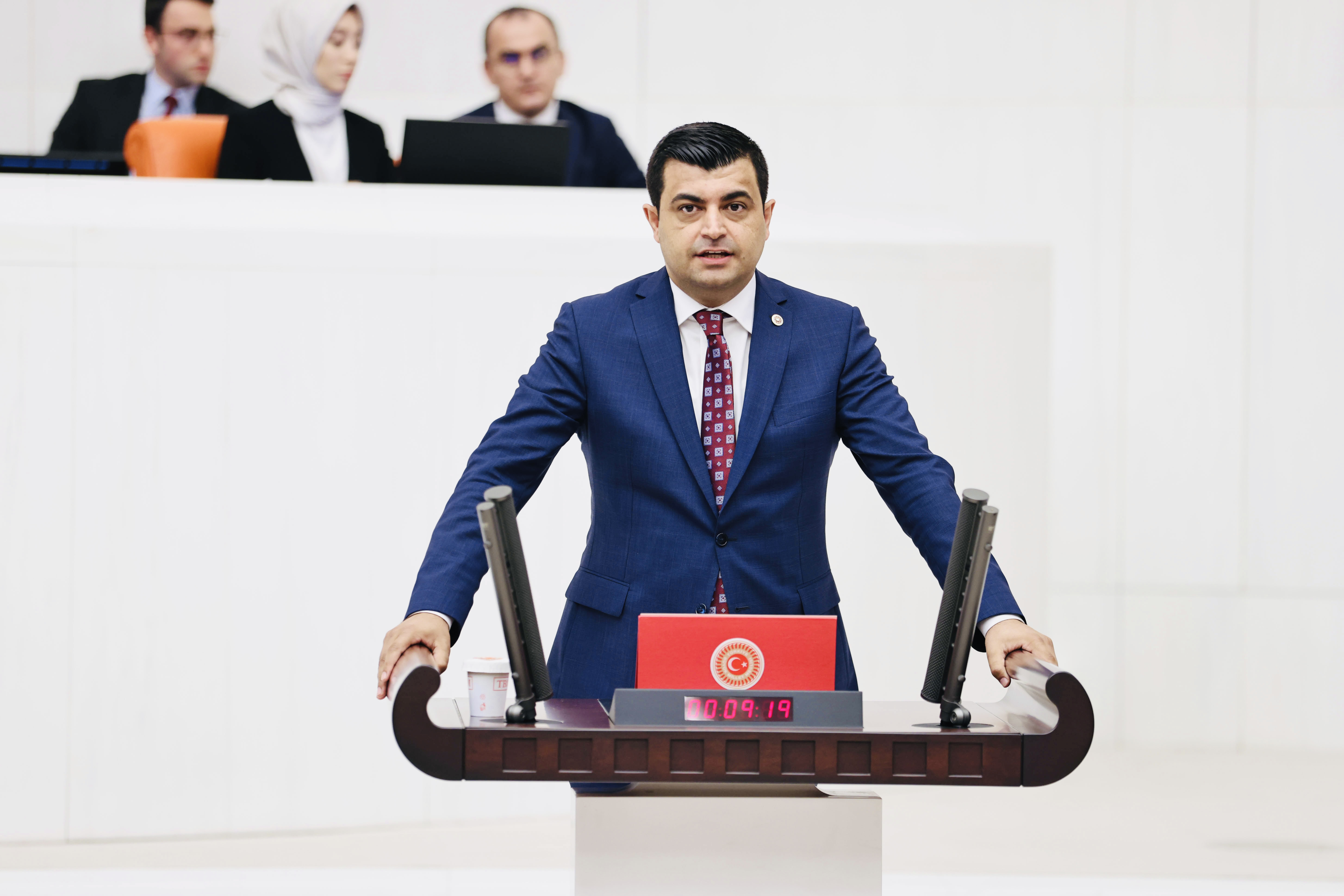
Deniz Demir (2023)

Deniz Demir (* 30. Mai 1985 in Göle, Provinz Ardahan) ist ein türkischer Politiker der Cumhuriyet Halk Partisi (CHP), der seit 2023 Mitglied der Großen Nationalversammlung (TBMM) ist.

## Leben
Deniz Demir, Sohn von Dursun Demir und dessen Ehefrau Sinem Demir, absolvierte nach dem Schulbesuch ein Studium der Geologie, welches er als Ingenieur beendete. Danach war er als Manager in zwei Unternehmen tätig, die Tunnelbau- und Bohrarbeiten durchführen. Er absolvierte zudem ein postgraduales Studium im Fach öffentliche Verwaltung und engagierte sich als Delegierter der Kammer der Geologischen Ingenieure, die zur Vereinigung der türkischen Ingenieur- und Architektenkammern TMMOB (Türk Mühendis ve Mimar Odaları Birliği) gehört. Er begann seine politische Laufbahn in der Jugendorganisation der Republikanischen Volkspartei in Çankaya, einer Gemeinde, die Bestandteil der Großstadtkommune Ankara und zugleich ein flächenidentischer staatlicher Verwaltungsbezirk (İlçe) der Provinz Ankara ist, und setzte seine Karriere in der Jugendorganisation der Provinz Ankara fort. Nachdem er Mitglied des Zentralvorstands der Jugendorganisation der CHP war, fungierte er als stellvertretender Vorsitzender der CHP-Jugendabteilung und war als solcher zuständig für Organisation. Er war daraufhin stellvertretender Vorsitzender des CHP-Verbandes von Ankara und wurde 2018 Chefberater von Kemal Kılıçdaroğlu, der zwischen 2010 und 2023 Vorsitzender der CHP war. Besonderes Augenmerk richtete er auf die Wahlbezirke, in denen die Republikanische Volkspartei schlechtere Ergebnisse erzielte. Er gehörte zu der Delegation, die die Kundgebungen, Treffen und Kampagnen organisierte, die der CHP-Vorsitzende Kemal Kılıçdaroğlu während des Wahlkampfzeitraums für die Kommunalwahlen am 31. März 2019 in den Provinzen abhalten sollte.
Demir, der auf dem 37. Ordentlichen Kongress der Republikanischen Volkspartei (25. bis 26. Juli 2020) zum Mitglied der Parteivorstandes gewählt wurde, wurde bei der Parlamentswahl am 14. Mai 2023 für die CHP für die Provinz Ankara erstmals zum Mitglied der Großen Nationalversammlung TBMM (Türkiye Büyük Millet Meclisi) gewählt und gehört dieser seither an. In der aktuellen 28. Legislaturperiode ist er seit dem 3. Juni 2023 Mitglied der Umweltkommission (Çevre Komisyonu).